# Russell Square
Russell Square és un gran jardí públic a Bloomsbury, Londres. És situat prop de l'edifici principal de la Universitat de Londres així com del Museu Britànic. L'estació de metro  Russell Square es troba a la vora.
El 2002, el parc ha estat transformat per tal de tornar-li el seu aspecte original del segle xix, i el cafè reobert.

## Galeria

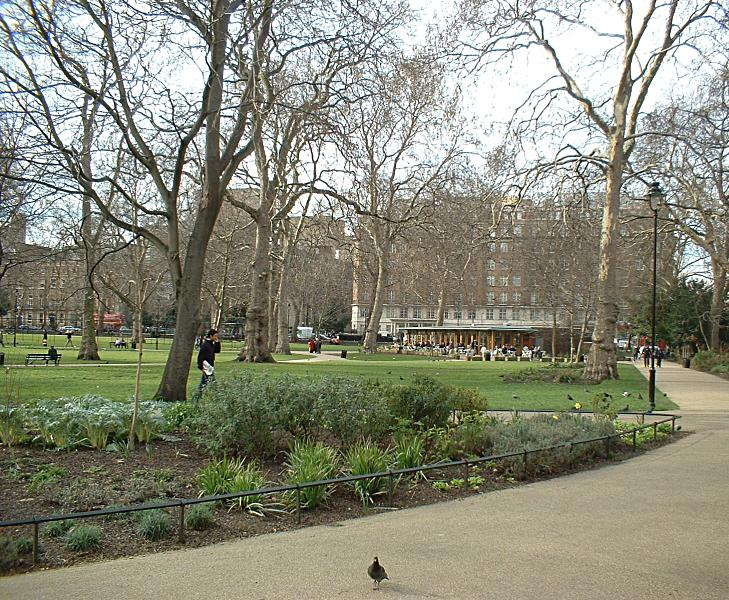
Russell Square
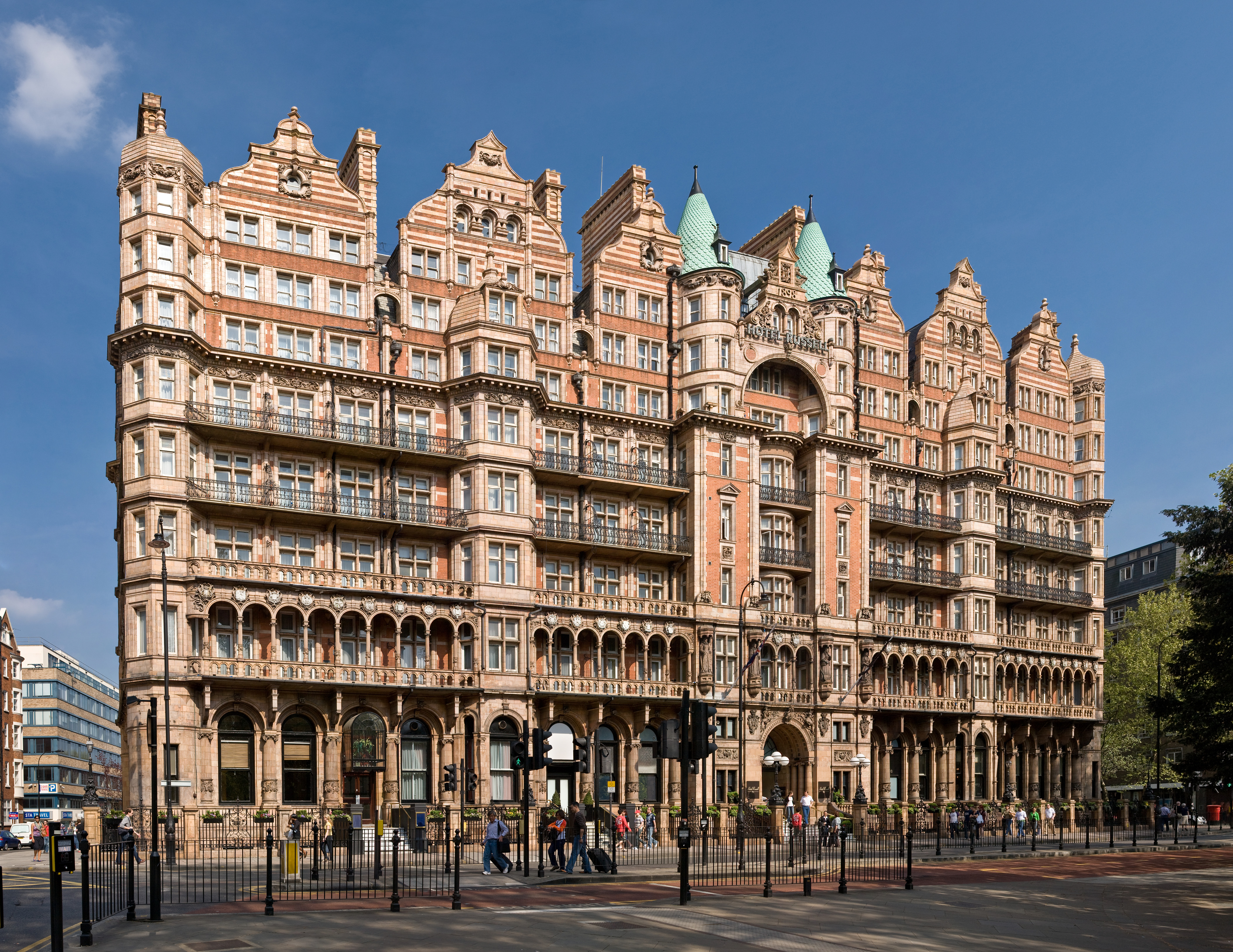
Hotel Russell
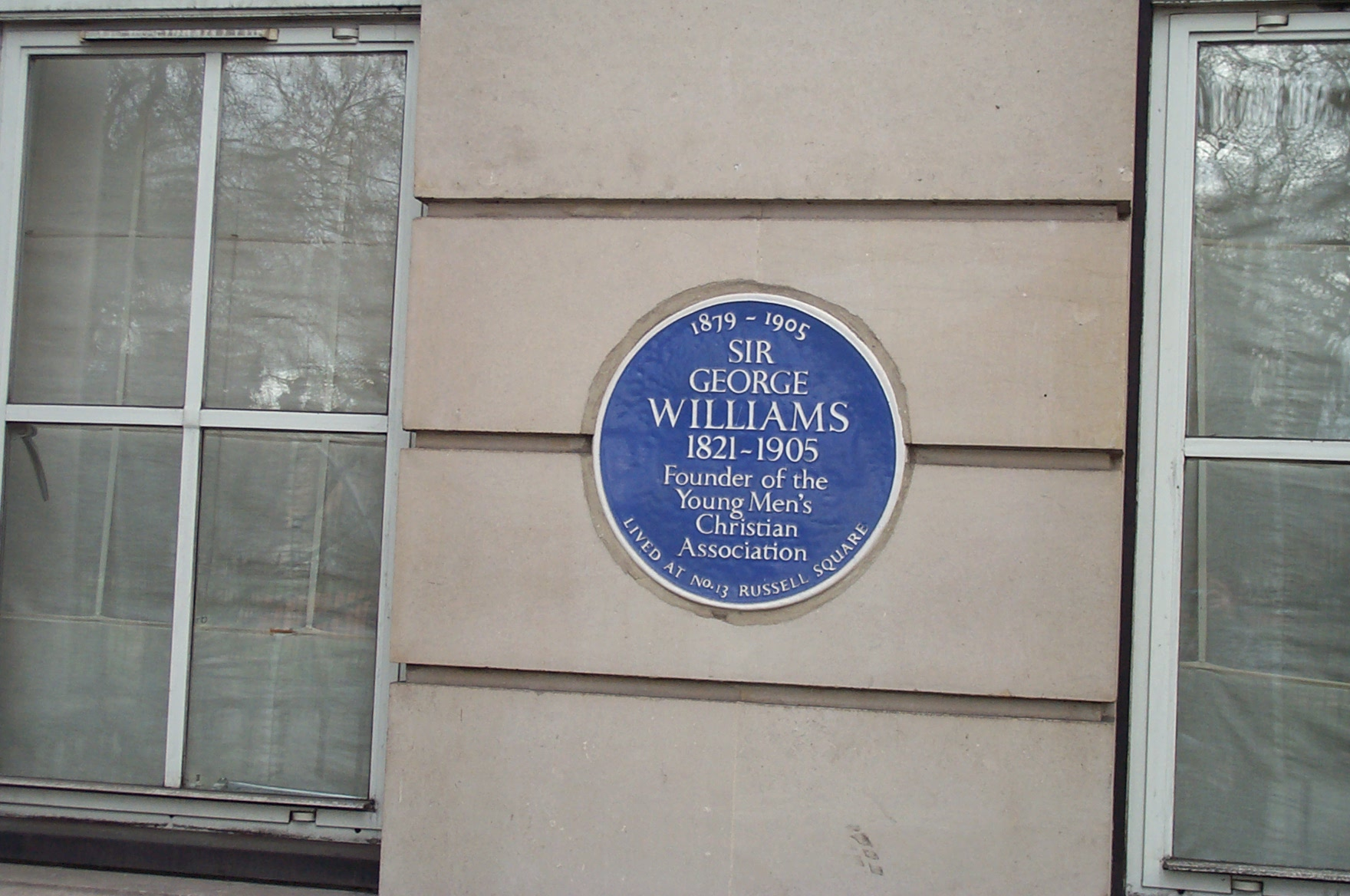
Placa commemorativa per George Williams, fundador del YMCA
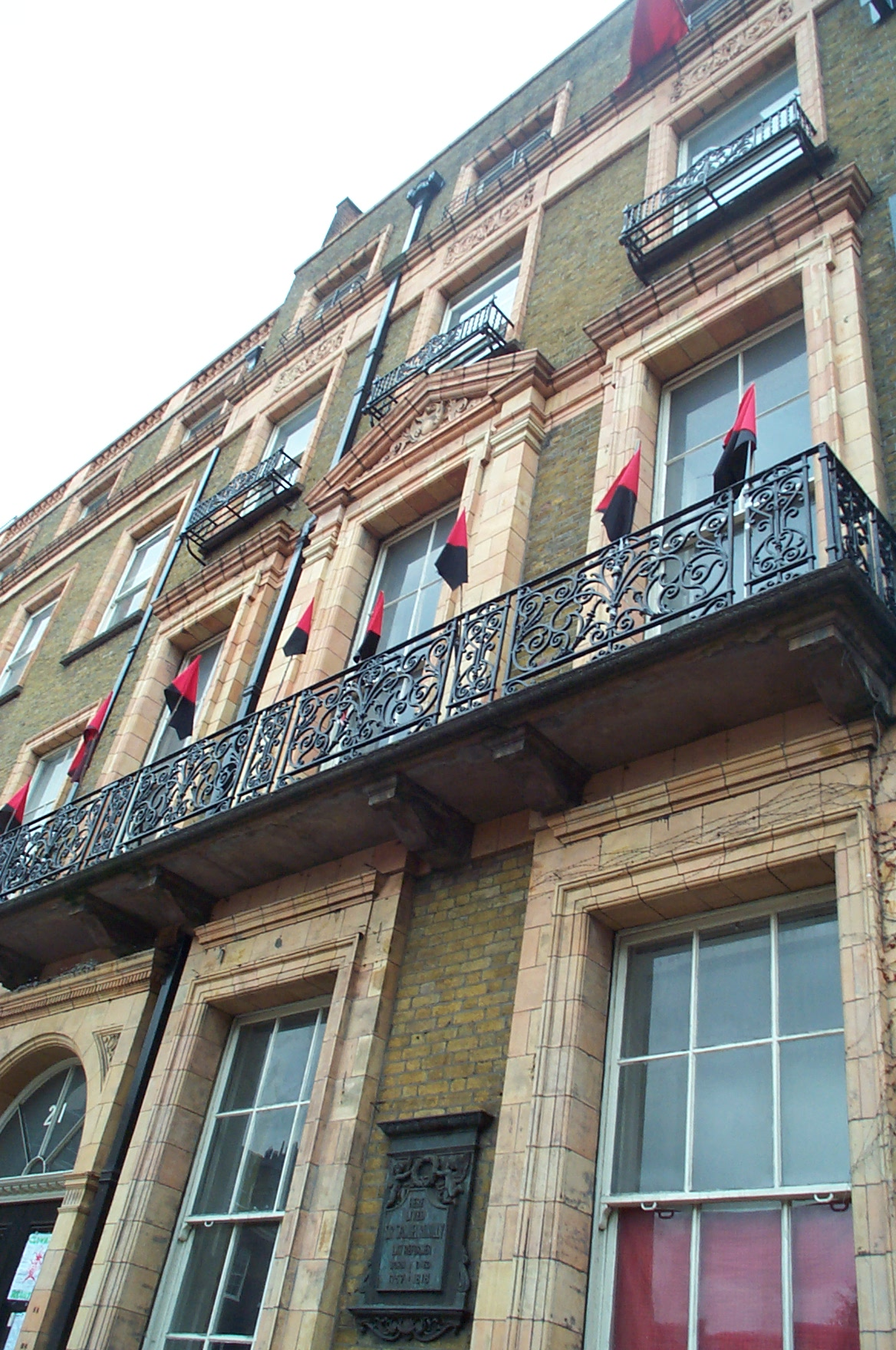
London Social Centre